# Jasc Software
Jasc Software, Inc. var ett datorprogramföretag som bland annat gjorde Paint Shop Pro, vilket var ett populärt bildredigeringsprogram som distribuerades som shareware innan det blev uppköpt av Corel. JASC var från början en akronym för "Just Another Software Company", men ändrades sedermera till "Jets and Software Company" eftersom det första inte gav ett seriöst intryck och enbart skapades för att grundaren av företaget, Robert Voit, skapade ett namn i all hast för att skydda produkten.